# Трансфикс
Тра́нсфикс (от лат. transfixus — пробитый, пронзённый) или диффикс — в лингвистической морфологии разновидность аффикса, разрывающая корень слова, состоящий из согласных, путём вставки гласных (например, в трёхсогласном корне арабского языка). В отличие от инфикса, трансфикс состоит из нескольких фонем, дистантно вставленных между фонемами корня. Последовательная трансфиксация характерна для неконкатенативной морфологии семитских языков.
В таких языках корень слова часто представляет собой абстрактную последовательность трёх согласных, хотя существуют корни и из одной, двух либо четырёх согласных.